# Le Deuxième Ciel
Pour plus de détails, voir Fiche technique et Distribution.
Le Deuxième Ciel est un court métrage français réalisé par Louis-Roger et sorti en 1969.

## Synopsis
Le travail des hommes qui extraient le sel : le « deuxième ciel » dans les marais salants.

## Fiche technique
- Titre : Le Deuxième Ciel
- Producteur : Pierre Braunberger
- Réalisation : Louis Roger
- Commentaire : extrait des textes de l'Encyclopédie, dit par François Périer
- Photographie : Patrice Pouget
- Production : Les Films de la Pléiade
- Format : Couleur
- Durée : 12 minutes
- Visa : n° 35145

## Récompense
- 1969 : Prix Jean-Vigo[1]

## Le réalisateur
Architecte de formation, Louis-Roger devient peintre après des études aux Académies des beaux-arts de Rennes puis de Paris. Installé à Montmartre, dans le XVIIIe arrondissement parisien, il dirige pendant huit ans une agence d'architecture avant de rejoindre le cinéma. En 1966, Louis-Roger rencontre Pierre Braunberger. Pendant plus de 10 ans, Louis-Roger réalise aux « Films de la Pléiade » une douzaine de documentaires et de courts métrages. Son premier film,Vive-Eau, est tourné dans la baie du Mont-Saint-Michel en 1967. Interrogation sur la vie solitaire et périlleuse du pêcheur à pieds, aux prises avec l’immensité des marées. Louis-Roger en confie la musique à un tout jeune musicien inconnu alors, Alan Stivell,. En 1992, Louis-Roger prend la direction artistique des ateliers du Centre de la Fresque. Renouant avec l’espace architectural en 2015, Louis-Roger est lauréat d’un concours en vue de l’édification d’une œuvre d’art au cœur du Parc d’activités du Val Coric à Guer (Morbihan), œuvre qui interroge par sa symbolique et son esthétisme, intitulée Entreprendre . En décembre 2018, la ville de Rennes accueille l'artiste au sein d'une exposition de peintures et de gravures, intitulée Contre-courant.